# Рудик Дмитро Петрович
Дмитро Рудик (нар. 13 червня 1893, Стрільче — пом.31 травня 1955, Київ) — український літератор, публіцист, журналіст, народний вчитель. Репресований, як член спілки революційних письменників «Західна Україна».

## Життєпис
Рудик Дмитро Петрович народився 13 червня 1893 року в селі Стрільче на Прикарпатті в багатодітній селянській сім'ї (дев'ять братів і сестер мав Дмитро). Перші шкільні кроки він робив у рідному селі, а потім продовжив навчання в містечку Городенка (за декілька кілометрів від його села). А в 1906 році батьки віддали найздібнішого свого сина до навчання в Коломийську гімназію, яку той успішно закінчив 1915 року. З 1914 по 1916 роки Дмитро жив вдома у батька, допомагаючи у господарстві.
Весною 1916 року, під час відступу російських військ, в числі інших мешканців району, був вивезений у табір інтернованих, що поблизу Самари, там й застали його бурхливі революційні події. З часом, Дмитрові вдалося таки перебратися в Україну — так наприкінці осені 1916 року він, дістав дозвіл на переїзд до Фастова. Допоки він добирався до України — закрутилася революційна карусель, тому Дмитро лише недовго пропрацював різноробочим на залізниці Фастова. Звідти, зважаючи на складні політичні умови, рівно через рік його запросили до Уманської гімназії викладати українську мову та математику. Саме тут почав свою активно трудову і творчу діяльність галичанин Дмитро Рудик.
Разом із передовою культурною і науковою громадськістю міста добився відкриття першої в Умані української гімназії, в якій мали змогу навчатися діти селян. Викладав у ній українську мову й літературу. Після реформи шкільництва в Україні ця гімназія стала трудовою загальноосвітньою школою № 1 імені Бориса Грінченка. Дмитро Рудик розробив основні принципи нової системи навчання, яка була прийнята Другим уманським повітовим учительським з'їздом. Водночас активно займається літературною творчістю.
1919 року в уманському журналі «Громадське життя» видрукувана низка його критичних статей. В тому ж році виходить перша книжка Дмитра Рудика «От це людина, Борис Дмитрович Грінченко». А в 1920 році побачив світ підручник «Короткий огляд українського письменства для середніх шкіл та самоосвіти».
Наприкінці 1923 року Д. Рудика запрошують на працю до Києва. Тут він стає викладачем української літератури в школі № 71, а з 1926 р. очолює цю школу на посаді директора і розпочинає будівництво нового приміщення, яке було завершено в 1931 р. До речі, це була перша після революції українська школа-новобудова в м. Києві.
Одночасно Дмитро Рудик активно працює і на літературній ниві. Будучи діяльним членом письменницької організації «Плуг», він увійшов до складу ініціативної групи літераторів — вихідців із західних областей України, яка домоглася створення спілки революційних письменників «Західна Україна». Ця ж ініціативна група добилася створення видавництва «Західна Україна» і розпочала випуск свого журналу та окремих книжок. Дмитро Рудик був активним членом редакційної колегії і провідним критиком. Він друкувався в журналах «Червоний шлях», «Життя й революція», «Зоря», «Робітниця» (Вінніпег, Канада), його статті друкують газети «Комуніст», «Більшовик», «Літературна газета». Виходили друком й окремі книжки.
На з'їзді спілки революційних письменників «Західна Україна», який відбувся в 1930 році, головою цієї творчої організації було обрано Мирослава Ірчана, а його заступником Дмитра Рудика. Після з'їзду він готував до друку книжку критичних статей під назвою «Етюди західноукраїнської літератури». Але 2 лютого 1933 р. його заарештували органи ОДПУ УРСР, безпідставно звинувативши в участі у контрреволюційній змові.
9 травня 1933 р. судова «трійка» ДПУ винесла йому вирок: десятилітнє заслання на Далекий Схід. Там справу Рудика знову переглянули позасудові органи і відправили його на Колиму.
1953 р. вже тяжко хворого Дмитра Петровича привезли до Києва, де він прожив лише два роки. Помер Рудик 30 травня 1955 року і похований на Байковому кладовищі. 1 грудня 1959 р. постанова «трійки» при Колегії ДПУ УРСР від 9 травня 1933 р. була скасована за відсутністю доказів. Дмитро Рудик реабілітований після смерті.